# Nosy Varika
Pour les articles homonymes, voir Nosy (homonymie).
Nosy Varika est une commune rurale et chef-lieu de district de Madagascar, située dans le nord-est de la région Vatovavy.

## Géographie
Nosy Varika se situe sur la côte est de Madagascar, sur la RN 11, sur le canal des Pangalanes et près de l'embouchure du Sakaleona. En suivant la RN 11, Nosy Varika est à 130 km au nord de Mananjary.